# Martino da Como
Martino de Rossi (Blenio, siglo XV - Roma, ?), llamado Maestro Martino da Como, fue el mayor gastrónomo europeo del siglo XV y uno de los primeros cocineros estrella de la cocina occidental.
Fue el cocinero del palacio romano del camarlengo papal, denominado Patriarca de Aquileia.El Maestro Martino fue muy conocido en su época como El príncipe de los cocineros. Es conocido por haber publicado un libro de cocina titulado Libro de Arte Coquinaria en el que se describen algunos platos de la cocina mediterránea de la época.

## Biografía
Martino de Rossi procede del Valle de Blenio, que en la actualidad se sitúa en el Cantón del Tesino, en Suiza. Entre los años 1460 y 1470 se dirigió hacia Roma para cocinar para Ludovico Trevisan. Posteriormente, sus servicios culinarios fueron dedicados a Gian Giacomo Trivulzio y poco a poco fue adquiriendo responsabilidad en las cocinas del Vaticano.

## Aportaciones
La primera mención de la receta del vermicelli aparece en el De arte Coquinaria per vermicelli e maccaroni siciliani (El arte de cocinar los macarrones sicilianos y vermicelli), compilado por Martino. En el libro de Martino, titulado: Libro de arte coquinaria, incluye diversas recetas para el vermicelli.